# 君亭酒店

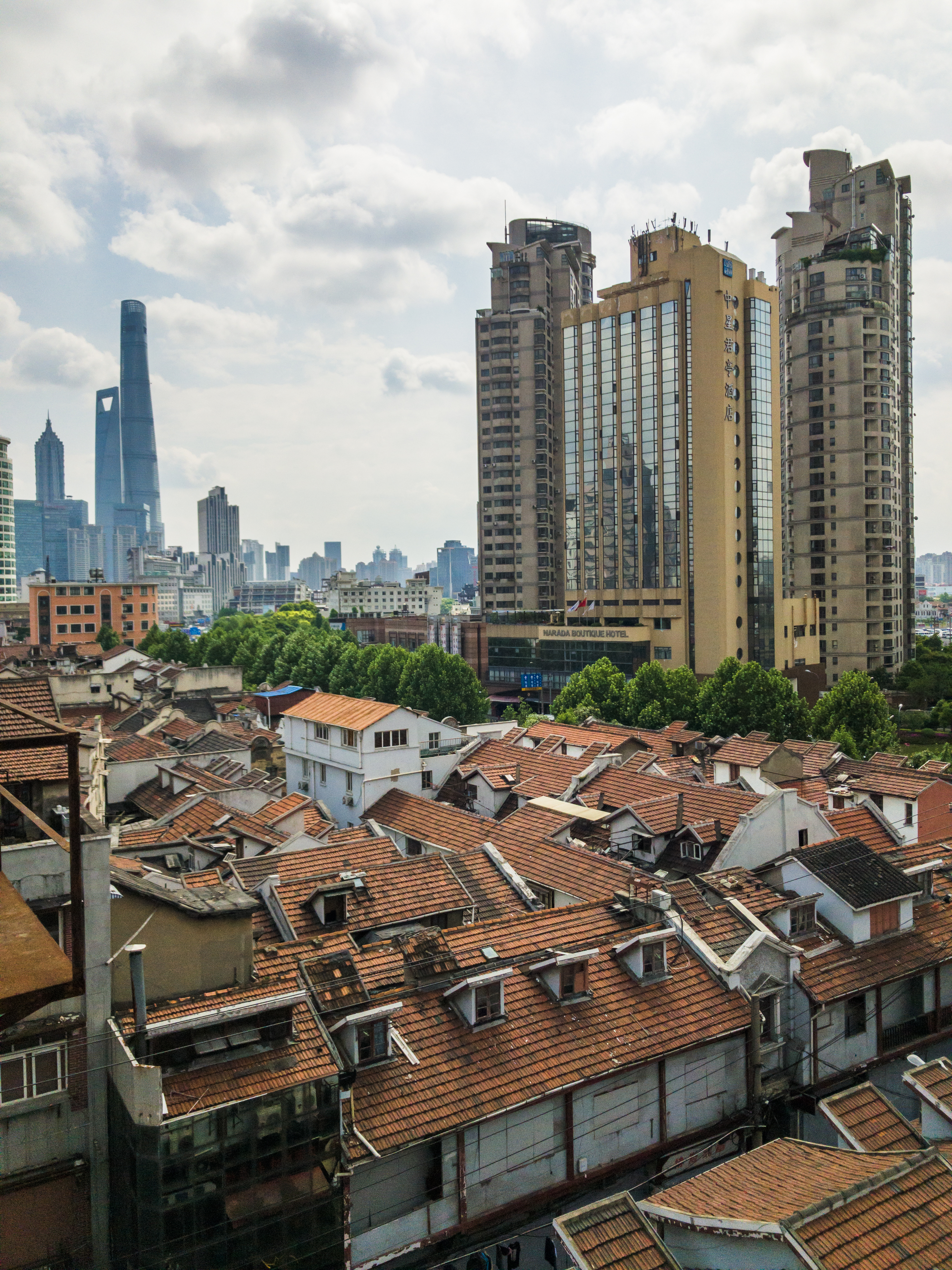
上海中星君亭酒店

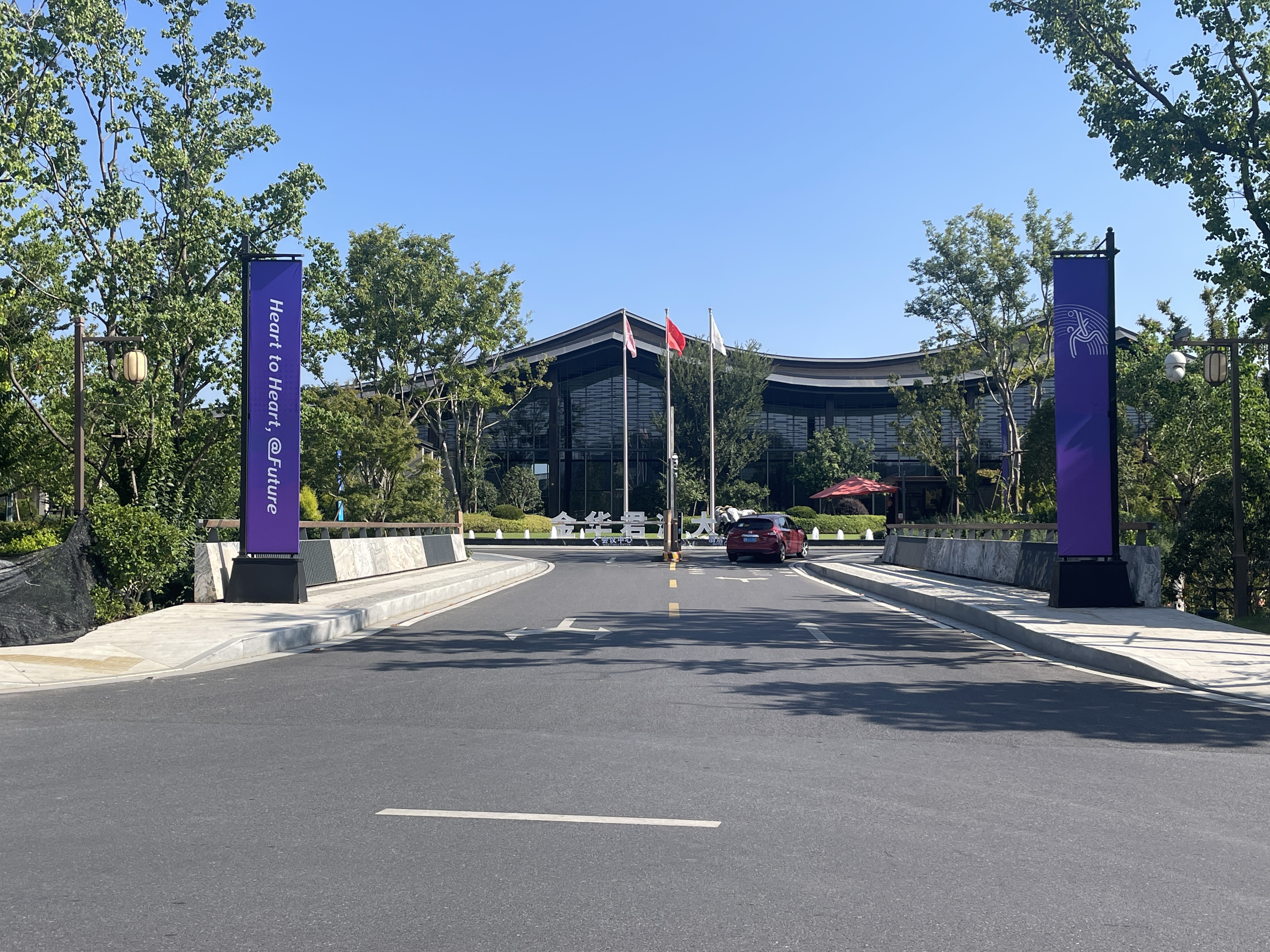
金华君澜大饭店

君亭酒店集团股份有限公司（英語：Ssaw Hotels & Resorts Group Co.,Ltd.；深交所：301073，简称：君亭酒店；新三板除牌前：835939，简称：君亭酒店），是中国深圳证券交易所的一家上市公司，主要从事中高端精选服务连锁酒店的运营及管理。

## 历史
公司成立于2007年8月，前身为浙江世贸君亭酒店管理有限公司，由杭州西湖四季都市酒店管理有限公司、浙江世贸饭店管理有限公司出资注册成立。2015年8月，整体变更设立股份公司，更名为“浙江君亭酒店管理股份有限公司”。2016年3月，君亭酒店正式挂牌全国中小企业股份转让系统。2021年4月起终止挂牌新三板。2021年9月30日，在深圳证券交易所创业板上市，证券代码为“301073”。2022年1月，浙江君亭酒店管理股份有限公司以1.4亿元收购浙江君澜酒店管理有限公司79%的股权、景澜酒店投资管理有限公司70%的股权和“君澜”系列商标，使君澜酒店和景澜酒店成为君亭酒店集团的控股子公司。
2021年，公司实现营业收入2.78亿元，同比增长8.39%；实现净利润3691.76万元，同比增长5.28%。

## 品牌
旗下拥有“君澜大饭店”、“君澜度假酒店”、“夜泊君亭”、“PAGODA君亭设计酒店”、“君亭酒店”、“景澜酒店”、“景澜青棠”等品牌。截至2022年2月，君亭酒店集团投资和管理酒店超300家，跻身中国酒店集团10强和全球酒店集团50强。